# Phiale

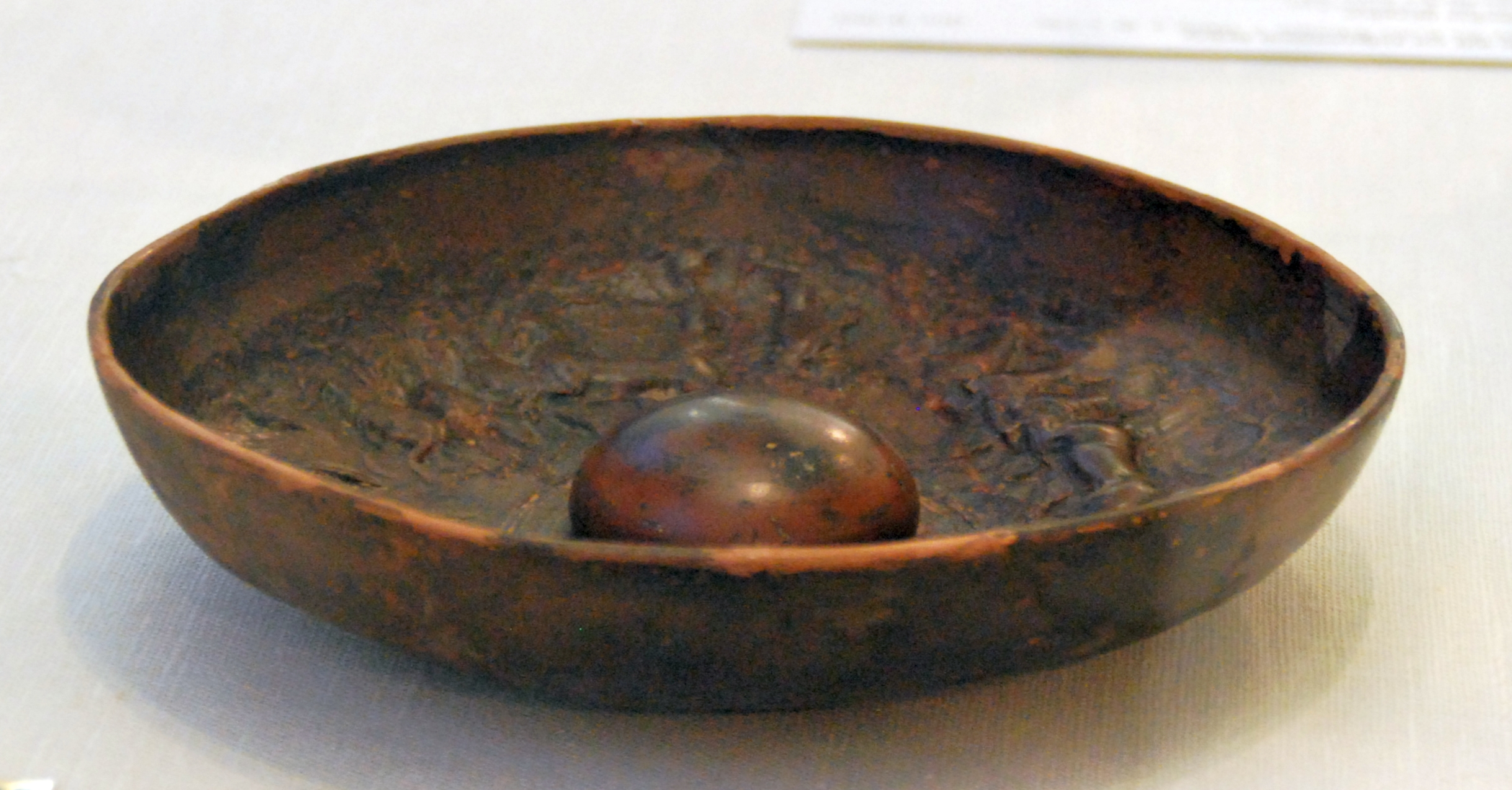
Calener-Reliefkeramik-Phiale mit der Darstellung der Einführung des Herakles in den Olymp: Herakles, Athena, Ares und Dionysos stehen jeweils auf einer von Niken gelenkten Quadriga. 3. Jh. v. Chr. Antikensammlung Kiel, Inventarnummer B 289

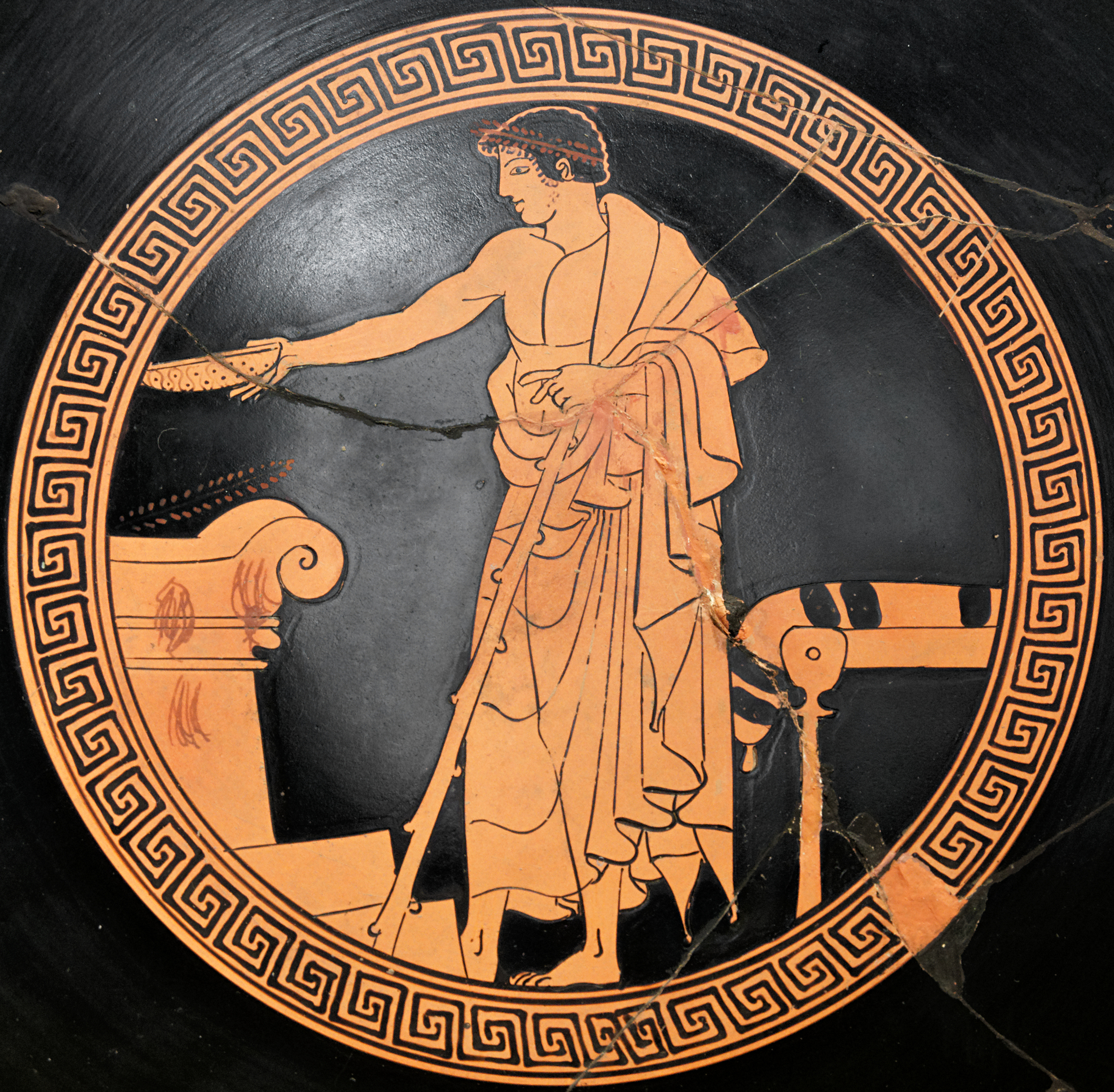
Trankopfer eines Jünglings mit Phiale am Altar, rotfigurige Vasenmalerei um 480 v. Chr. des Malers Makron

Die Phiale (altgriechisch φιάλη phiálē, deutsch ‚Schale‘) ist eine flache, henkel- und fußlose Opferschale des antiken Griechenland.
Sie wurde zur Trinkspende und bei Trankopfern benutzt. Solche Opfer sind in der griechischen Vasenmalerei dargestellt. In der Mitte weisen sie üblicherweise zum besseren Halten der Schale beim Opfer einen Omphalos auf. Diese Tradition wurde von anderen Kulturen fortgesetzt, etwa den Römern, welche die Patera, eine Art Kasserolle, als Pontifikalgerät nutzten.
Als Phiale wird auch die Brunnenschale in einem Säulenhof bezeichnet.